# فرودگاه شهرستان سالیوان
فرودگاه شهرستان سالیوان (به انگلیسی: Sullivan County Airport) یک فرودگاه همگانی بهره‌برداری هوایی با کد یاتا SIV است که یک باند فرود آسفالت دارد و طول باند آن ۱۳۲۹ متر است. این فرودگاه در کشور ایالات متحده آمریکا قرار دارد و در ارتفاع ۱۶۵ متری از سطح دریا واقع شده است.